# Conectômica
A Conectômica é a produção e estudo de conectomas: mapas abrangentes de conexões dentro do sistema nervoso de um organismo, normalmente de seu cérebro ou olho. Como essas estruturas são extremamente complexas, os métodos neste campo usam uma aplicação de alto rendimento de imagens neurais e técnicas histológicas para aumentar a velocidade, a eficiência e a resolução dos mapas de conexões neurais em um sistema nervoso. Embora o foco principal de tal projeto seja o cérebro, quaisquer conexões neurais poderiam teoricamente ser mapeadas por conectômica, incluindo, por exemplo, junções neuromusculares. Este estudo é algumas vezes referido pelo seu nome anterior de hodologia .

## Ferramentas
Uma das principais ferramentas utilizadas para pesquisa conectômica em nível de macroescala é a ressonância magnética de difusão. A principal ferramenta para pesquisa conectômica em nível de microescala é a preservação química do cérebro seguida por microscopia eletrônica 3D, usada para reconstrução do circuito neural. A microscopia correlativa, que combina fluorescência com microscopia eletrônica 3D, resulta em dados mais interpretáveis, pois é capaz de detectar automaticamente tipos específicos de neurônios e pode rastreá-los em sua totalidade usando marcadores fluorescentes. 

## Sistemas-modelo
Além do cérebro humano, alguns dos sistemas-modelo usados para pesquisa conectômica são o camundongo, a mosca da fruta, o nematóide C. elegans, e a coruja-das-torres.